# José García Culta
José Eugenio García de Culta (Argentina, ¿? - ¿?)
Guerrillero artiguista que inició su carrera en 1812, en el Segundo Sitio de Montevideo y enarboló por primera vez en territorio oriental, la bandera blanca y celeste (Bandera de Argentina) creada por Manuel Belgrano en febrero de ese año. Aunque se desconoce su lugar de nacimiento, se supone que probablemente pudo haber nacido en la Provincia de Tucumán. Fue Cabo de Blandengues, acompañó a José Artigas hasta el campamento en el Ayuí; pero luego lo abandonó y se dedicó, al frente de una partida de gauchos, al pillaje y la delincuencia. En 1812 trato de asaltar la estancia de Tomás García de Zúñiga, en el actual Departamento de Florida, pero fue tomado prisionero por el propietario y su personal. Este, por entonces muy próximo a Artigas, lo reconvino severamente por su conducta y lo instó a volver a sus deberes militares en pro a la Independencia. Culta reunió a unos 200 hombres y con ellos inicio, el 1 de octubre de 1812, el Segundo sitio de Montevideo. El 20 de octubre llegó José Rondeau al frente de tropas orientales y formalizo la situación. Culta lucho con destaque en la Batalla de Cerrito y recibió el grado de capitán.